# Уравнения Рауса
Уравне́ния Ра́уса — дифференциальные уравнения движения механической системы с идеальными двусторонними голономными связями.
Предложены Э. Дж. Раусом в 1876 г. в связи с разработанным им методом исключения циклических координат из уравнений движения. Представляют собой своеобразную комбинацию уравнений Лагранжа второго рода и уравнений Гамильтона.

## Составление уравнений Рауса
Если в уравнениях Лагранжа второго рода роль переменных состояния играют переменные Лагранжа (обобщённые координаты {\displaystyle q_{_{i}}}  и обобщённые скорости {\displaystyle {\dot {q_{_{i}}}}} ), а в уравнениях Гамильтона — переменные Гамильтона (обобщённые координаты {\displaystyle q_{_{i}}}  и обобщённые импульсы {\displaystyle p_{_{i}}} ),  то подход Рауса предусматривает подразделение обобщённых координат (а также соответствующих обобщённых скоростей и обобщённых импульсов) на две группы и описание состояния механической системы с помощью переменных Рауса:
{\displaystyle q_{_{1}},\dots ,q_{_{s}},\,{\dot {q_{_{1}}}},\dots ,{\dot {q_{_{r}}}},\,p_{_{r+1}},\dots ,p_{_{s}}\,\,;}
здесь  {\displaystyle s} — число степеней свободы,  {\displaystyle r\leqslant s}.  Обобщённые импульсы {\displaystyle p_{_{i}}} определяются обычным образом — как частные производные функции Лагранжа  {\displaystyle L\,=\,L\,(q_{_{1}},\dots ,q_{_{s}},\,{\dot {q_{_{1}}}},\dots ,{\dot {q_{_{s}}}},\,t)} ,  где  {\displaystyle t} — время,  по обобщённым скоростям:
{\displaystyle (*)\qquad p_{_{i}}\;=\;{\frac {\partial L}{\partial {\dot {q_{_{i}}}}}}\,,\qquad i\,\,=\,\,r+1,\dots ,s\,\,.}
Записанные только что  {\displaystyle s-r}  соотношений представляют собой систему уравнений относительно обобщённых скоростей второй группы. В случае, когда механическая система является натуральной, т. е. функция Лагранжа вводится как разность {\displaystyle L\,=\,T-\Pi } ,  где  {\displaystyle T} — кинетическая энергия системы,  а  {\displaystyle \Pi } — её обычная  ( {\displaystyle \Pi \,=\,\Pi \,(q_{_{1}},\dots ,q_{_{s}},t)} )  или обобщённая  ( {\displaystyle \Pi \,=\,\Pi \,(q_{_{1}},\dots ,q_{_{s}},\,{\dot {q_{_{1}}}},\dots ,{\dot {q_{_{s}}}},\,t)} )  потенциальная энергия, обобщённые импульсы зависят от обобщённых скоростей линейно, а система уравнений {\displaystyle (*)}  оказывается системой линейных алгебраических уравнений.
Далее предполагается, что система уравнений {\displaystyle (*)}  однозначно разрешима относительно обобщённых скоростей второй группы. Для натуральных систем так будет всегда, ибо определитель системы линейных уравнений есть один из главных миноров матрицы, составленной из коэффициентов инерции системы, но последняя положительно определена, так что её главные миноры по критерию Сильвестра положительны и, следовательно, отличны от нуля. Для ненатуральных систем сделанное предположение рассматривается как дополнительное требование, налагаемое на функцию {\displaystyle L} .
В этих предположениях для составления уравнений Рауса находят явное выражение функции Рауса (сам Раус называл её «изменённой функцией Лагранжа»)
{\displaystyle R\;=\;L\,-\sum _{i=r+1}^{s}p_{_{i}}{\dot {q_{_{i}}}}}
через переменные Рауса и время:
{\displaystyle R\;=\;R\,(q_{_{1}},\dots ,q_{_{s}},\,{\dot {q_{_{1}}}},\dots ,{\dot {q_{_{r}}}},\,p_{_{r+1}},\dots ,p_{_{s}}\,t)}
(для чего обобщённые скорости  {\displaystyle {\dot {q_{_{r+1}}}},\dots ,{\dot {q_{_{s}}}}}  исключают, используя соотношения {\displaystyle (*)},  из исходного выражения для {\displaystyle R} ),  после чего записывают эти уравнения:
{\displaystyle {\frac {\rm {d}}{{\rm {d}}t}}\,{\frac {\partial R}{\partial {\dot {q_{_{i}}}}}}\,-\,{\frac {\partial R}{\partial q_{_{i}}}}\;=\;Q\,'_{_{i}}\,,\qquad i\,\,=\,\,1,\dots ,r;}
{\displaystyle {\frac {{\rm {d}}q_{_{i}}}{{\rm {d}}t}}\;=\;-\,{\frac {\partial R}{\partial p_{_{i}}}}\,,\qquad {\frac {{\rm {d}}p_{_{i}}}{{\rm {d}}t}}\;=\;{\frac {\partial R}{\partial q_{_{i}}}}\,+\,Q\,'_{_{i}}\,,\qquad i\,\,=\,\,r+1,\dots ,s;}
здесь  {\displaystyle Q\,'_{_{i}}} — обобщённые непотенциальные силы. В справедливости уравнений Рауса можно убедиться, подвергнув уравнения Лагранжа второго рода несложным преобразованиям.
Уравнения Рауса имеют лагранжеву форму для обобщённых координат первой группы и гамильтонову — для координат второй группы.  При  {\displaystyle r=0}  уравнения Рауса сводятся к уравнениям Лагранжа второго рода, а при  {\displaystyle r=s}  переходят (если ввести функцию Гамильтона {\displaystyle H}  равенством  {\displaystyle H=-R} )  в уравнения Гамильтона.

## Применение уравнений Рауса

### Метод исключения циклических координат
Основное применение уравнения Рауса находят в рамках предложенного им метода исключения циклических координат из уравнений движения (используют также термин «процедура игнорирования циклических координат по Раусу»). Сам Раус называл циклические координаты «отсутствующими координатами»; термин же «циклические координаты» ввёл в 1884 г. Г. Гельмгольц.
Пусть координаты  {\displaystyle q_{_{r+1}},\dots ,q_{_{s}}} — циклические,  т. е. при  {\displaystyle i\,=\,r+1,\dots ,s}  выполнены следующие условия:
- от них не зависит функция Рауса:  {\displaystyle {\frac {\partial R}{\partial q_{_{i}}}}\,=\,0}  (данное условие равносильно[18] независимости от {\displaystyle q_{_{i}}}  функции Лагранжа или функции Гамильтона);
- обобщённые непотенциальные силы, отвечающие этим координатам, равны нулю:  {\displaystyle Q\,'_{_{i}}\,=\,0} ;
- обобщённые непотенциальные силы, отвечающие остальным обобщённым координатам (последние называют[19] позиционными), не зависят от циклических координат:  {\displaystyle {\frac {\partial Q\,'_{_{k}}}{\partial q_{_{i}}}}\,=\,0,\;\;k\,\,=\,\,1,\dots ,r} .

В данном случае уравнения движения механической системы составляют в виде уравнений Рауса, где первую группу обобщённых координат образуют позиционные координаты, а вторую — циклические. При этом последние {\displaystyle s-r} уравнений Рауса принимают вид
{\displaystyle {\frac {{\rm {d}}p_{_{i}}}{{\rm {d}}t}}\;=\;0\,,\qquad i\,\,=\,\,r+1,\dots ,s,}
так что обобщённые импульсы второй группы оказываются постоянными:
{\displaystyle p_{_{i}}\;=\;\beta _{_{i}}\;=\;{\rm {const}}\,,\qquad i\,\,=\,\,r+1,\dots ,s.}
Константы {\displaystyle \beta _{_{i}}}  могут быть найдены из начальных условий. После замены импульсов {\displaystyle p_{_{i}}}  в функции Рауса и оставшихся уравнениях Рауса константами {\displaystyle \beta _{_{i}}}  первая группа уравнений Рауса полностью отделяется от остальных:
{\displaystyle {\frac {\rm {d}}{{\rm {d}}t}}\,{\frac {\partial R}{\partial {\dot {q_{_{i}}}}}}\,-\,{\frac {\partial R}{\partial q_{_{i}}}}\;=\;Q\,'_{_{i}}\,,\qquad i\,\,=\,\,1,\dots ,r.}
Эти уравнения имеют тот же вид, что и уравнения Лагранжа второго рода для новой механической системы с {\displaystyle r} степенями свободы и такой функцией Лагранжа {\displaystyle L^{*}} :
{\displaystyle L^{*}(q_{_{1}},\dots ,q_{_{r}},\,{\dot {q_{_{1}}}},\dots ,{\dot {q_{_{r}}}},\,t)\;=\;R\,(q_{_{1}},\dots ,q_{_{s}},\,{\dot {q_{_{1}}}},\dots ,{\dot {q_{_{r}}}},\,\beta _{_{r+1}},\dots ,\beta _{_{s}},\,t)\,\,.}
Таким образом, метод исключения циклических координат позволяет понизить порядок уравнений движения  с  {\displaystyle 2s}  до  {\displaystyle 2r} .  После интегрирования полученной системы зависимость циклических координат от времени может быть получена простой квадратурой:
{\displaystyle q_{_{i}}(t)\;=\;-\,\int \limits _{t_{_{0}}}^{t}\,{\frac {\partial R}{\partial p_{_{i}}}}\,\,{\rm {d}}t\,\,+\,C_{_{i}}\,,\qquad i\,\,=\,\,r+1,\dots ,s.}
Если из трёх условий, которым должны удовлетворять циклические координаты, не выполнено последнее, то говорят о псевдоциклических координатах. В этом случае применение метода исключения циклических координат приводит к системе уравнений
{\displaystyle {\frac {\rm {d}}{{\rm {d}}t}}\,{\frac {\partial R}{\partial {\dot {q_{_{i}}}}}}\,-\,{\frac {\partial R}{\partial q_{_{i}}}}\;=\;Q\,'_{_{i}}\,,\qquad i\,\,=\,\,1,\dots ,r;}
{\displaystyle {\frac {{\rm {d}}q_{_{i}}}{{\rm {d}}t}}\;=\;-\,{\frac {\partial R}{\partial p_{_{i}}}}\,,\qquad i\,\,=\,\,r+1,\dots ,s;}
следовательно, в данном случае порядок уравнений движения снижается, но не столь значительно — до  {\displaystyle s+r} .

### Другие применения
В 1884 г. Г. Гельмгольц использовал уравнения Рауса в своих исследованиях в области термодинамики.
В конце XX в. В. Ф. Журавлёв обосновал целесообразность применения уравнений Рауса для описания движения механических систем с односторонними связями, когда могут иметь место ударные взаимодействия. В этом случае аппарат уравнений Рауса позволяет записать уравнения движения в виде, не содержащем сингулярностей типа дельта-функций.